# Прапор Гадяча
Пра́пор Га́дяча — офіційний міський символ Гадяча, затверджений Гадяцькою міською радою. 
Автор прапора  — А. Гречило.

## Опис
Прапор Гадяча являє собою квадратне полотнище, що складається з двох вертикальних смуг — від древка жовтої (шириною в 1/4 ширини прапора), на якій 3 сині 8-променеві зірки (розмах променів становить 1/5 ширини прапора), а з вільного краю червоної, на якій Архангел Михаїл із білими крильми, в білій сорчці та штанях, у жовтому обладунку, чоботтях, плащі і шоломі з білим плюмажем, б'є жовтим списом чорного диявола.

## Зміст
У прапорі використано сюжет із міського герба, відомого з печаток Гадяча початку 18 ст. Три 8-променеві зірки у жовтому полі уособлюють три козацькі сотні, які були в Гадячі, та підкреслюють давні традиції міста. Жовтий колір символізує добробут і щедрість, а синій вказує на благородство мешканців Гадяча.